# Élections générales espagnoles de 1977 en Castille-et-León
Les élections générales espagnoles de 1977 se sont tenues le 15 juin 1977.